# War (Bolt Thrower)
War is een livealbum van Bolt Thrower opgenomen in 1992 in Manchester op acht sporen. Het was oorspronkelijk door de bandleden opgenomen om enkele liveopnamen voor het nageslacht te hebben. Later wilde Earache Records een speciale uitvoering van het album ...For Victory uitbrengen en daarom werd dat album aangevuld met een extra schijfje, namelijk War, als een dubbel-cd in beperkte oplage. Het album staat ook wel bekend als Live War.
Op de promotieversie stond Mosh 124, wat fout was, aangezien Mosh 124 volgens de officiële catalogus van Earache een album van de Britse band Fudge Tunnel is.

## Tracklijst
1. The IVth Crusade	4:46
2. Dying Creed	4:36
3. Spearhead	6:30
4. Unleashed	5:24
5. Ritual	4:32
6. Where Next To Conquer	3:54
7. War Master	4:29
8. As The World Burns	6:48
9. Cenotaph	5:03

Totale duur: 46:02

## Artiesten
- Karl Willetts: zang
- Gavin Ward: gitaar
- Barry Thompson: gitaar
- Andrew Whale: drums
- Jo Bench : basgitaar